# Sovetskiy Rayon (region i Kazakstan, Aqmola)
Sovetskiy Rayon är en region i Kazakstan.   Den ligger i oblystet Aqmola, i den centrala delen av landet, 4 km öster om huvudstaden Astana.